# Villeray–Saint-Michel–Parc-Extension
Villeray–Saint-Michel–Parc-Extension est un arrondissement de la ville de Montréal, au Québec, situé au centre-nord de la métropole. Il est constitué de trois quartiers, soit Villeray, Saint-Michel et Parc-Extension.
Avec une population de 145 090 habitants en 2021, il s'agit du deuxième arrondissement montréalais le plus populeux après Côte-des-Neiges–Notre-Dame-de-Grâce.

## Géographie
La superficie de l'arrondissement est de 16,1 km2.

### Quartiers de référence en habitation
- Q07 Sainte-Lucie (d)
- Q08 René-Goupil (d)
- Q09 Gabriel-Sagard (d)
- Q10 François-Perrault (d)
- Q11 Parc-Extension
- Q12 Parc-Jarry (d)
- Q13 Crémazie (d)

### Quartiers sociologiques
- Villeray
- Saint-Michel
- Parc-Extension

## Histoire
Jusqu'à la fin du XIXe siècle, l'arrondissement de Villeray–Saint-Michel–Parc-Extension n'était qu'une vaste campagne parsemée de terres agricoles. Puis, l'inauguration du chemin de fer Canadien Pacifique en 1878, ainsi que la mise en service du tramway électrique en 1892, permettent le début de la croissance du quartier Villeray. C'est également à cette époque que la communauté immigrante italienne choisit l'arrondissement comme lieu de prédilection.
Au début du XXe siècle, la poussée d'industrialisation de Parc-Extension ainsi que la prospérité d'une douzaine de carrières contribuent à l'expansion économique du milieu.
À partir de la fin des années 1940, l'exploitation des carrières Miron et Francon attirent de nombreux ouvriers à Saint-Michel et Parc-Extension. L'autoroute Métropolitaine, dont la construction sera terminée en 1959 dans ce secteur, coupera le quartier en deux mais attirera également plusieurs industries en bordure des voies de circulation. En moins de 20 ans, la population de la Ville de Saint-Michel passe de 6 000 à 68 000 habitants.
Des industries compétitives créant une foule d'emplois, des infrastructures de transport efficaces ; tous les éléments étaient réunis pour engendrer une importante croissance démographique. La croissance du secteur manufacturier, notamment le textile, incitera les populations d'origines étrangères à s'installer dans Villeray–Saint-Michel.

### Saint-Michel

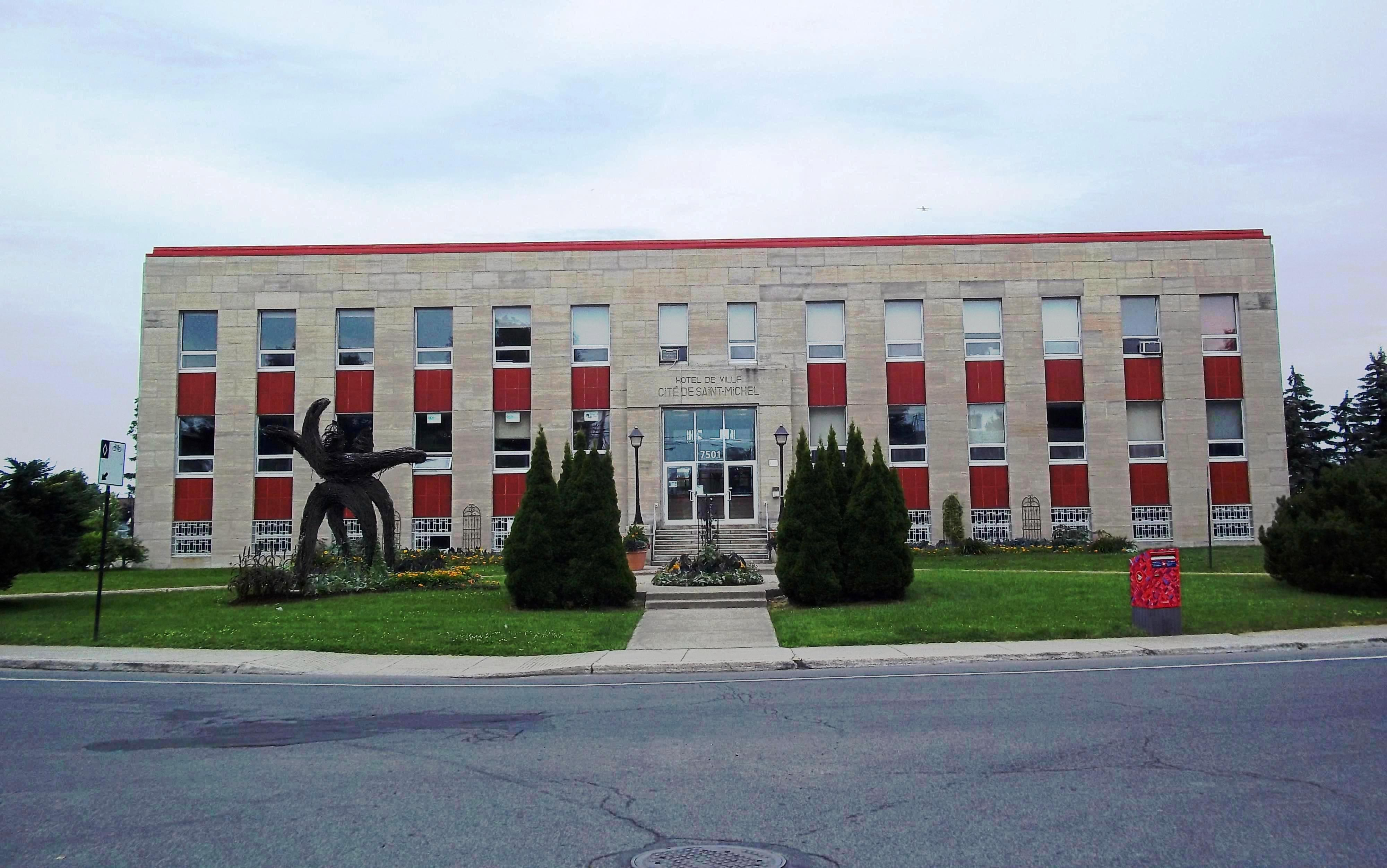
Centre de loisirs Saint-Michel situé au
7501, rue François-Perrault.

## Toponymie

### Villeray
Villeray tire son nom de Louis Rouer de Villeray (1629-1700) (biographie ici).

## Démographie
Selon le recensement de Statistique Canada de 2016, l'arrondissement compte 143 853 habitants.
L'arrondissement de Villeray–Saint-Michel–Parc-Extension est le plus multi-ethnique des arrondissements montréalais. Les résidents proviennent de 75 communautés culturelles différentes. Les plus importantes sont les communautés francophone, italienne, haïtienne, grecque, indienne, portugaise, vietnamienne et maghrébine.  
Le français demeure la langue la plus couramment parlée à la maison (par 51 % des résidents). Les résidents d'origine latino-américaine sont assez nombreux pour que l'espagnol soit la deuxième langue en importance.

L'anglais est parlé par 18 % de la population de Villeray.
| 2006    | 2011    | 2016    | 2021    | 2026 |
| ------- | ------- | ------- | ------- | ---- |
| 142 825 | 142 222 | 143 853 | 145 090 | -    |

## Administration
En tant qu'arrondissement montréalais, Villeray–Saint-Michel–Parc-Extension est dirigé en premier lieu par un conseil d'arrondissement chargé des affaires locales puis par le conseil de ville de Montréal, chargé de certaines matières qui concernent l'ensemble de la ville. En raison de son poids démographique au sein de la ville de Montréal, l'ensemble des membres du conseil d'arrondissement siège également au conseil de ville. 
| Fonction               | Fonction               | 2005–2009 | 2005–2009                       | 2009–2013 | 2009–2013                      | 2013–2017 | 2013–2017                         | 2017–2021 | 2017–2021                         | 2021–2025 | 2021–2025                                |
| ---------------------- | ---------------------- | --------- | ------------------------------- | --------- | ------------------------------ | --------- | --------------------------------- | --------- | --------------------------------- | --------- | ---------------------------------------- |
| Maire d'arrondissement | Maire d'arrondissement |           | Anie Samson Vision Montréal     |           | Anie Samson Vision Montréal    |           | Anie Samson Ensemble Montréal     |           | Giuliana Fumagalli Indépendant    |           | Laurence Lavigne Lalonde Projet Montréal |
| Conseiller             | François-Perrault      |           | Frank Venneri Union Montréal    |           | Frank Venneri Union Montréal   |           | Sylvain Ouellet Projet Montréal   |           | Sylvain Ouellet Projet Montréal   |           | Sylvain Ouellet Projet Montréal          |
| Conseiller             | Parc-Extension         |           | Mary Deros Union Montréal       |           | Mary Deros Union Montréal      |           | Mary Deros Ensemble Montréal      |           | Mary Deros Ensemble Montréal      |           | Mary Deros Ensemble Montréal             |
| Conseiller             | Saint-Michel           |           | Soraya Martinez Union Montréal  |           | Frantz Benjamin Union Montréal |           | Frantz Benjamin Ensemble Montréal |           | Frantz Benjamin Ensemble Montréal |           | Josué Corvil Ensemble Montréal           |
| Conseiller             | Villeray               |           | Sylvain Lachance Union Montréal |           | Elsie Lefebvre Vision Montréal |           | Elsie Lefebvre Coalition Montréal |           | Rosannie Filato Projet Montréal   |           | Martine Musau Muele Projet Montréal      |

## Lieux d'intérêt
- Complexe environnemental Saint-Michel
- Cirque du Soleil
- Parc Jarry, où se trouve le Stade Uniprix (Stade Jarry)
- Marché Jean-Talon
- La Cité des Arts du Cirque (Tohu)
- Maison de la culture Claude-Léveillée
- Clercs de Saint-Viateur
- Patro Le Prevost
- Le Taz
- Théâtre Aux Écuries

## Clubs de sport de l'arrondissement
- Club de Judo ITC Budokan
- Club de Kendo Isshin
- Panellinios St-Michel

## Événements
- La Coupe Rogers de Tennis a lieu à chaque année au stade Uniprix du Parc Jarry.
- L'Omnium de Montreal du Circuit Mondial de volleyball de plage a lieu au stade Uniprix du Parc Jarry. La 7e édition a eu lieu du 4 au 8 juillet 2007.

## Transports en commun
Stations de métro 
- Crémazie
- Jarry
- Jean-Talon
- Saint-Michel
- D'Iberville
- Fabre
- De Castelnau
- Parc

Train
- Ligne de train de banlieue Saint-Jérôme via la station Parc.